# 佐伯仁三郎
佐伯 仁三郎（さえき じんざぶろう、明治33年（1900年）9月27日 - 昭和49年（1974年）7月31日）は、日本の歌人、国文学者。文学博士。
祖父は儒学者正墻適処。兄は歌人佐伯新一郎。

## 経歴
鳥取県倉吉市仲ノ町に教育者佐伯元吉の三男として生まれた。
鳥取師範（現鳥取大学地域学部）、東京高等工業学校（現東京工業大学）を経て1937年早稲田大学文学部卒業。新聞記者や満州国官吏を歴任し、1960年｢歴代和歌の詞に関する論文｣で文学博士の学位を得る。
1926年歌誌『国民文学』に入社。「論の佐伯、作の新免（新免忠）」といわれ、『短歌雑誌』の歌壇批評で中央歌壇から注目された。
1935年歌誌『槻の木』に入社し窪田空穂に師事、戦後は歌誌『珊瑚礁』『樹木』同人、また『花冠』を主宰する傍ら多くの雑誌に短歌論を発表してその地位を不動のものとした。
晩年は相模女子大学、明星大学教授、和歌文学会員として活躍した。